# Compsoctena leucoconis
Compsoctena leucoconis är en fjärilsart som beskrevs av Edward Meyrick 1926. Compsoctena leucoconis ingår i släktet Compsoctena och familjen Eriocottidae. Inga underarter finns listade i Catalogue of Life.